# Always and Everywhere
Always and Everywhere (Sempre e Ovunque) è una canzone del compositore inglese Edward Elgar su versi tradotti dal polacco di Zygmunt Krasiński di Frank H. Fortey. Fu composta e pubblicata nel 1901.
La frase ricorrente "Always and Everywhere" doveva ricordare al compositore che le iniziali erano quelle dei nome propri di sua moglie (Alice) e suo (Edward).

## Versi
That I have only caused thee sorrows sore;

For I have wrecked my own life, even more,

Always and Everywhere.
O say not, when on earth I no more dwell,

That I have numbed thy young heart’s joyous swell;

I, too, have quaffed the Poison-Cup of Hell,

Always and Everywhere.
But say, when soft the grasses o'er me wave,

That God is kind to hide me in the grave;

For both my life and thine I did enslave,

Always and Everywhere.
But say, O say! when my last hours depart,

That my poor life was one long frenzied smart;

For I have loved thee, though with bitter heart,

Always and Everywhere.»
Che ti ho solo causato dolori;

Perché ho distrutto la mia stessa vita, ancora di più,

Sempre e Ovunque.
O non dire, quando sulla terra non dimoro più,

Che ho intorpidito il gioioso moto ondoso del tuo giovane cuore;

Anch'io ho calmato la coppa di veleno dell'Inferno,

Sempre e Ovunque.
Ma diciamo che quando l'erba soffia sopra di me ondeggia,

Che Dio è gentile a nascondermi nella tomba;

Sia per la mia vita che per la tua ho reso schiavo,

Sempre e Ovunque.
Ma dì, O dì! quando le mie ultime ore partono,

Che la mia povera vita fosse una lunga furia furba;

Perché ti ho amato, anche se con il cuore amaro,

Sempre e Ovunque.»
(Zygmunt Krasiński, trad. da Frank H. Fortey)

## Incisioni
- "The Unknown Elgar" contiene "Always and Everywhere" eseguita da Teresa Cahill (soprano), con Barry Collett (piano).
- Elgar: Complete Songs for Voice & Piano Amanda Roocroft (soprano), Reinild Mees (piano)